# Ракель Гонсалес
Ракель Гонсалес Кампос (ісп. Raquel González Campos; нар. 16 листопада 1989) — іспанська легкоатлетка, яка спеціалізується в спортивній ходьбі.

## Спортивні досягнення
Бронзова призерка командного чемпіонату світу з ходьби на дистанції 20 км в командному заліку (2018).
Срібна призерка чемпіонату Європи у ходьбі на 35 км (2022).
Бронзова призерка (в особистому заліку) та переможниця (в командному заліку) Кубка Європи з ходьби на дистанції 20 км (2019).
Переможниця командного чемпіонату Європи з ходьби на дистанції 20 км в командному заліку (2021).
Учасниця двох олімпійських змагань з ходьби на 20 км - 14-е місце у 2021 та 20-е місце у 2016.
Фіналістка (5-е місце) змагань з ходьби на 35 км на чемпіонаті світу (2022).
Рекордсменка та чемпіонка Іспанії.